# Ammar Souayah
Ammar Souayah (ur. 11 czerwca 1957 roku w Tunisie) – były tunezyjski piłkarz oraz trener piłkarski.

## Reprezentacja Tunezji
W marcu 2002 roku Souayah zastąpił Henriego Michela na stanowisku selekcjonera reprezentacji Tunezji. Prowadził ją między innymi podczas Mistrzostw Świata w Korei Południowej i Japonii. Udział w mundialu drużyna "Les Aigles de Carthage" zakończyła na rundzie grupowej. W 3 spotkaniach Tunezja wywalczyła 1 punkt remisując 1:1 z Belgią. Po zakończeniu mistrzostw nowym trenerem Tunezyjczyków został Roger Lemerre, który piastował to stanowisko do 2008 roku.